# Austin Wylie
Austin Wylie (* 1893; † 7. Dezember 1947) war ein US-amerikanischer Jazz-Bandleader.
Austin Wylie begann seine Karriere im Golden Pheasant in Cleveland; er leitete in den 1920er und zu Beginn der 1930er Jahre eine Tanzband, die als eine Territory Band vor allem im Raum Cleveland auftrat; ihre Auftritte wurden auch im bundesweit im Radio übertragen. Gelegentlich firmierte die Band auch unter dem Titel The Golden Pheasant Orchestra. Aufnahmen entstanden für die Label Vocalion und Beltoba; Sänger in der Band waren Helen O’Connell und Vaughn Monroe, der später selbst Bigband-Leader wurde. Eine Anzahl später bekannter Jazzmusiker spielte in Wylies Band, wie Jack Jenney, Tony Pastor, Nate Kazebier, Spud Murphy, Bill Stegmeyer, Joe Bishop, Billy Butterfield, Johnnie Davis, Vaughn Monroe, Claude Thornhill und Artie Shaw; dieser fungierte auch als Arrangeur und Direktor der Gruppe. Als Artie Shaw in den 1930er Jahren seine eigene Band gründete, wurde Wylie sein Manager.